# Castello di Aarburg
Il castello di Aarburg (in tedesco Festung Aarburg) sorge ad Aarburg, comune svizzero nel distretto di Zofingen (Canton Argovia).
Fu costruito sulle rive del fiume Aar nell'XI secolo, a opera dei conti di Frohburg. All'inizio del XV secolo divenne feudo di Berna e venne fortificato; mantenne una funzione militare fino al XVII secolo. In seguito fu utilizzato come casa di cura e come prigione. Attualmente è uno dei beni culturali dell'intera Svizzera.